# Barronopsis jeffersi
Barronopsis jeffersi là một loài nhện trong họ Agelenidae.
Loài này thuộc chi Barronopsis. Barronopsis jeffersi được miêu tả năm 1945 bởi Muma.